# 远洋大厦
39°54′22″N 116°21′35″E / 39.9059917°N 116.3598117°E

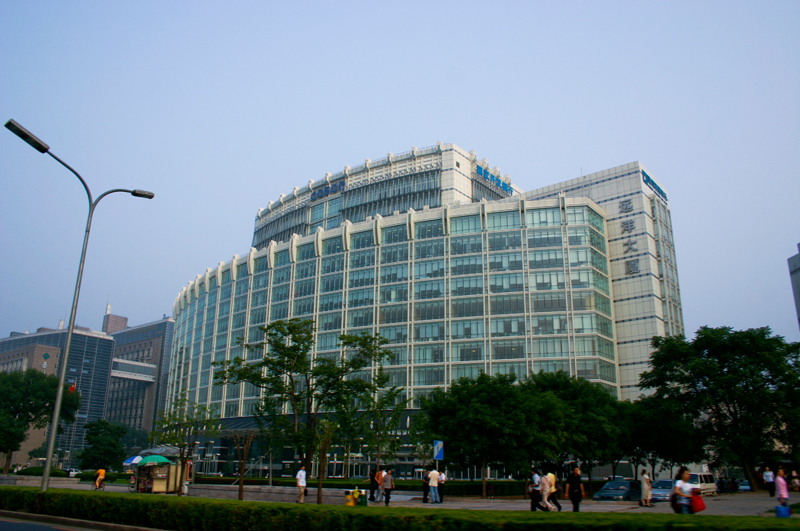
远洋大厦

远洋大厦，位于北京市西城区复兴门内大街158号，是高级写字楼。

## 简介
远洋大厦是北京城建开发总公司、中国远洋运输总公司和香港益丰船务企业有限公司三方合资开发的高档写字楼，位于复兴门内大街南侧，国家电教大楼东侧，和中国人民银行总行隔大街相对，靠近北京金融街。建设用地1.7公顷，总建筑面积7.5万平方米。该建设项目于2001年2月完工。

远洋大厦

远洋大厦曾经获得北京市迎接建国五十周年重大工程建设领导小组颁发的“1999迎接国庆五十周年重大工程建设荣誉杯”。2002年，国家工程建设质量奖审定委员会向远洋大厦颁发了建国五十周年重大工程建设贡献奖。
远洋大厦完工并投入使用后，曾获得北京写字楼信息网和北京市商会房地产商会2006年颁发的“北京写字楼年度风云榜2005－2006北京十大热租写字楼”奖。